# Anthophora vestita
Anthophora vestita là một loài Hymenoptera trong họ Apidae. Loài này được Smith mô tả khoa học năm 1854.
Loài này phân bố ở Zimbabwe.